# Джорджіана (Алабама)
Джорджіана (англ. Georgiana) — місто (англ. town) в США, в окрузі Батлер штату Алабама. Населення — 1324 особи (2020).

## Географія
Джорджіана розташована за координатами 31°38′21″ пн. ш. 86°44′48″ зх. д. / 31.63917° пн. ш. 86.74667° зх. д. (31.639134, -86.746762).  За даними Бюро перепису населення США в 2010 році місто мало площу 16,15 км², уся площа — суходіл.

## Демографія
Згідно з переписом 2010 року, у місті мешкало 1738 осіб у 649 домогосподарствах у складі 416 родин. Густота населення становила 108 осіб/км².  Було 777 помешкань (48/км²).
Расовий склад населення:
| - 65,4 % — чорних або афроамериканців - 33,1 % — білих - 0,3 % — корінних американців - 0,1 % — вихідців з тихоокеанських островів - 0,1 % — азіатів |

До двох чи більше рас належало 0,8 %. Частка іспаномовних становила 0,3 % від усіх жителів.
За віковим діапазоном населення розподілялося таким чином: 21,3 % — особи молодші 18 років, 54,6 % — особи у віці 18—64 років, 24,1 % — особи у віці 65 років та старші. Медіана віку мешканця становила 43,3 року. На 100 осіб жіночої статі у місті припадало 82,2 чоловіків;  на 100 жінок у віці від 18 років та старших — 74,8 чоловіків також старших 18 років.
Середній дохід на одне домашнє господарство  становив 28 050 доларів США (медіана — 19 969), а середній дохід на одну сім'ю — 36 698 доларів (медіана — 25 605). Медіана доходів становила 24 602 долари для чоловіків та 26 818 доларів для жінок. За межею бідності перебувало 35,5 % осіб, у тому числі 45,3 % дітей у віці до 18 років та 32,3 % осіб у віці 65 років та старших.
Цивільне працевлаштоване населення становило 445 осіб. Основні галузі зайнятості: освіта, охорона здоров'я та соціальна допомога — 26,3 %, виробництво — 23,6 %, роздрібна торгівля — 18,4 %.